# Justicia erythrantha
Justicia erythrantha är en akantusväxtart som beskrevs av Emery Clarence Leonard. Justicia erythrantha ingår i släktet Justicia och familjen akantusväxter. Inga underarter finns listade i Catalogue of Life.